# Apicia aepaliusaria
Apicia aepaliusaria är en fjärilsart som beskrevs av Walker 1860. Apicia aepaliusaria ingår i släktet Apicia och familjen mätare. Inga underarter finns listade i Catalogue of Life.